# Hidilyn Diaz
Hidilyn Diaz (ur. 20 lutego 1991 w Zamboanga) – filipińska sztangistka, dwukrotna medalistka olimpijska i trzykrotna medalistka mistrzostw świata.

## Kariera

### Początki
Podnoszenie ciężarów trenuje od 11 roku życia. Została zauważona dwa lata później podczas Mindanao Friendship Games, a w styczniu 2004 została włączona do kadry narodowej. W tym samym roku wystartowała w pierwszych międzynarodowych zawodach – młodzieżowych mistrzostwach Azji, na których zajęła czwarte miejsce.

### Rozwój kariery
W 2006 zajęła 10. miejsce w wadze do 53 kg na igrzyskach azjatyckich.
W 2007 wywalczyła brązowy medal na igrzyskach Azji Południowo-Wschodniej, pobijając rekord kraju.
W 2008 wzięła udział w igrzyskach olimpijskich w Pekinie. Dostała się na nie dzięki dzikiej karcie otrzymanej od filipińskiego związku podnoszenia ciężarów. Przed zawodami olimpijskimi trenowała w Chinach. Na igrzyskach wystartowała w wadze lekkiej (do 58 kg) i zajęła 11. miejsce z wynikiem 192 kg (85 kg w rwaniu i 107 kg w podrzucie). Była najniższym Filipińczykiem na tych igrzyskach. Jest najmłodszym filipińskim sztangistą oraz pierwszą kobietą, która reprezentowała Filipiny na igrzyskach w podnoszeniu ciężarów. W tym samym roku zdobyła dwa złote medale na młodzieżowych mistrzostwach Azji.
W 2011 wystąpiła na mistrzostwach świata w Paryżu, na których była 7. w wadze do 58 kg z wynikiem 214 kg (95 w rwaniu + 119 w podrzucie). W tym samym roku zdobyła też złoto na młodzieżowych mistrzostwach Azji z wynikiem 215 kg oraz srebro na igrzyskach Azji Południowo-Wschodniej, uzyskując 215 kg.
W 2012 wzięła udział w igrzyskach olimpijskich w Londynie, na których była chorążym kadry Filipin. Na zawodach olimpijskich wystartowała w wadze lekkiej (do 58 kg). W rwaniu uzyskała 97 kg, poprawiając o 1 kg swój własny rekord kraju, natomiast w podrzucie nie zaliczyła żadnej próby, w wyniku czego nie została sklasyfikowana. W tym samym roku wystąpiła też na mistrzostwach Azji. W wadze do 58 kg, uplasowała się na 4. pozycji, uzyskując 217 kg w dwuboju (95 w rwaniu i 122 w podrzucie).
W 2013 zdobyła srebro na igrzyskach Azji Południowo-Wschodniej w wadze do 58 kg, wyrównując rekord tychże igrzysk w rwaniu i pobijając w dwuboju (ten rekord został jednak po chwili pobity przez zwyciężczynię zawodów, Sukanyę Srisurat z Tajlandii).
W 2015 została mistrzynią Azji w wadze do 53 kg z wynikiem 214 kg, a także wywalczyła brązowy medal mistrzostw świata w Houston w tej samej wadze z wynikiem 213 kg.
W 2016 zdobyła brązowy medal mistrzostw Azji oraz srebrny medal igrzysk olimpijskich w Rio de Janeiro w wadze do 53 kg z wynikiem 200 kg.
W 2017 wywalczyła kolejny brązowy medal mistrzostw świata w Anaheim w wadze do 53 kg. Została także srebrną medalistką halowych igrzysk azjatyckich w wadze do 53 kg.
W 2018 zdobyła złoty medal igrzysk azjatyckich w Dżakarcie w wadze do 53 kg z wynikiem 207 kg (92+115).
W 2019 ponownie została brązową medalistką mistrzostw świata w Pattayi w wadze do 55 kg z wynikiem 214 kg (93+121). Ponadto wywalczyła srebrny medal mistrzostw Azji z wynikiem 209 kg (94+115) i złoty medal igrzysk Azji Południowo-Wschodniej z wynikiem 211 kg (91+120).
W 2021 zdobyła pierwszy w historii Filipin złoty medal olimpijski, zwyciężając w wadze do 55 kg z wynikiem 224 kg.

## Życie prywatne

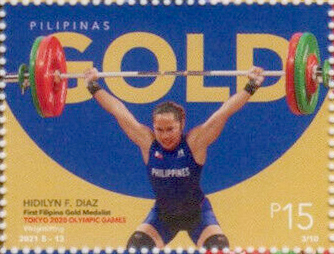
Diaz na filipińskim znaczku pocztowym

Matka sztangistki, Emelita, zajmuje się domem, z kolei ojciec zawodniczki, Eduardo, jest rikszarzem. Jest piątym z szóstki dzieci. Jej kuzynka, Mary Flor, również uprawia podnoszenie ciężarów.
Była studentka Universidad de Zamboanga. Jest żołnierzem filipińskich sił powietrznych w randze Airwoman First Class.
26 lipca 2022, w rocznicę zdobycia złotego medalu olimpijskiego, poślubiła Juliusa Naranjo.